# Andreas Buch
Andreas Buch, né le 25 avril 1993 à Frankenthal en Allemagne, est un footballeur allemand qui joue au poste d'attaquant au FC Differdange 03.

## Biographie

### SV Horchheim (jusqu'en 2014)
Formé au sein du club, la carrière du joueur débute au SV Horchheim, dans son pays natal, en Allemagne.

### VfR Grünstadt (2014 - 2015)
En 2014, le joueur s'engage avec le VfR Grünstadt.

### TSG Pfeddersheim (2015 - 2019)
Après une saison dans son ancien club, il signe un contrat avec le TSG Pfeddersheim.
Auteur d'une grande saison en 2019, le joueur termine logiquement meilleur buteur de Oberliga, la cinquième division allemande de football.

### FC Differdange 03 (2019 - 2022)
En 2019, il quitte pour la première fois son pays natal pour rejoindre le Luxembourg en signant au FC Differdange 03, club de BGL Ligue.

### RFCU Luxembourg (2022 - 2024)
Après trois sans au sein du FC Differdange 03, le joueur s'engage avec le club de la capitale du pays, le RFCU Luxembourg, alors vainqueur en titre de la Coupe du Luxembourg.

### FC Differdange 03 (depuis 2024)
En 2024, le joueur retourne au FC Differdange 03.
Il remporte dès sa première saison le titre de champion de BGL Ligue pour la première fois de sa carrière.

## Palmarès

### En club
| FC Differdange 03 (2) :                                                                               |
| --- |
| - BGL Ligue (1) - Champion : 2025 - Vice-champion : 2022 - Coupe du Luxembourg (1) - Vainqueur : 2025 |

### Distinctions personnel
- Meilleur buteur de Oberliga en 2019 (23 buts)[9].